# Bob Jeangerard
Robert Eugene Jeangerard, detto Bob (Evanston, 20 giugno 1932 – Belmont, 5 luglio 2014), è stato un cestista statunitense, attivo a livello amatoriale nella AAU e nella NIBL. Campione olimpico nel 1956.

## Carriera
Dopo la carriera universitaria alla University of Colorado at Boulder venne selezionato dai Minneapolis Lakers al Draft NBA 1955, ma non giocò mai nella NBA.

## Palmarès
- Campione NIBL (1956)